# 牛バベシア
牛バベシア（うしバベシア、Babesia bovis）は、寄生性の単細胞真核生物で、ピロプラズマの1種。オウシマダニ(Rhipicephalus microplus)などマダニ類が媒介し、ウシなどに溶血性貧血・血色素尿・神経症状などを主徴とする重篤なピロプラズマ症（アルゼンチナ病）を引き起こす。

## 生態

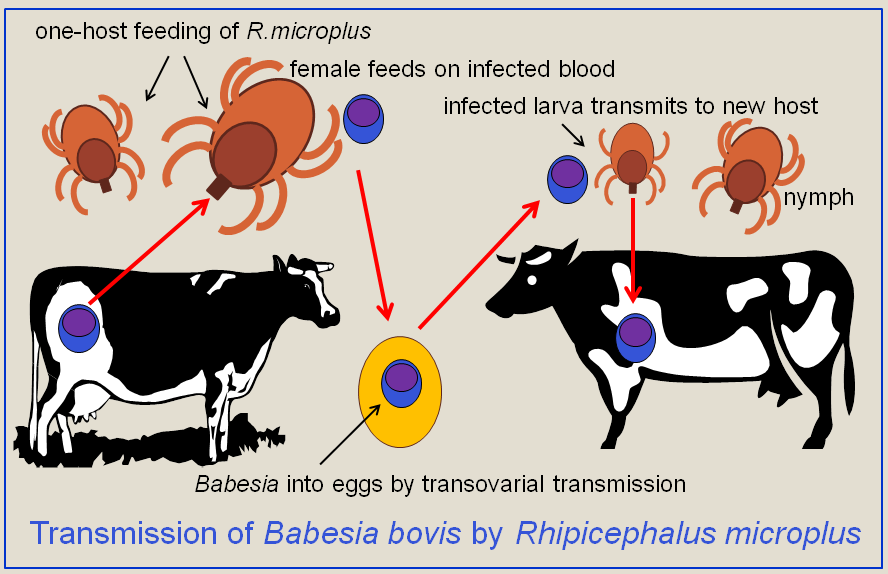
牛バベシアの伝播

幼ダニが家畜のウシや、スイギュウ、アフリカスイギュウから吸血した際に、原虫が体内に侵入する。幼ダニが感染源となる点は牛バベシアに特徴的で、通常バベシア属の感染源となる成ダニや、若ダニは感染源とならない。侵入した原虫は赤血球に感染し、その中で増殖して赤血球を破壊する。成ダニが吸血する際に血液中の原虫を取り込み、経卵巣感染によって次代の幼ダニへ受け継がれる。
ヒトへの感染は稀だが、脾臓摘出術を受けた場合に感染する場合がある。

## 分布
中南米、東南アジア、アフリカ、オーストラリア東部など熱帯・亜熱帯地域を中心に広く存在している。アメリカ合衆国では1943年に撲滅され、メキシコとの国境地帯で見出されるのみである。日本では過去沖縄県で見られていたが、1993年を最後に報告がない。

## ゲノム
2007年にゲノム解読が完了し全長820万塩基対が報告された。

## 分類
ピロプラズマ類は伝統的に大型のバベシアと小型のタイレリアに分けられてきたが、これは分子系統解析により生物の系統を反映しない人為分類であることがわかっている。もっとも牛バベシアはバベシア属のタイプ種であり、仮に今後バベシア属を分割したとしてもバベシア属に所属することには変わりがない。

## 歴史
1888年ルーマニアの微生物学者ビクトル・バベシュが、ドナウ川周辺の低地で流行していた血色素尿を呈するウシの血液中に見出した。